# فصادة البروتين الدهني منخفض الكثافة
في الطب، فصادة البروتين الدهني منخفض الكثافة (بالإنجليزية: LDL apheresis)‏ هي شكل من أشكال الفصادة (فصل مكونات الدم) تُشبه غسيل الكلى وتُستخدم لفصل جسيمات البروتين الدهني منخفض الكثافة (LDL) من مجرى الدم.

## الإستخدمات
تُستخدم فصادة البروتين الدهني منخفض الكثافة في أمراض تتميز بفرط الكولسترول مثل المرض النادر متماثل-الزيجوت (امتلاك صفات جينية سائدة تنتقل إلى الأبناء) (بالإنجليزية: homozygous)‏: "فرط كوليسترول الدم العائلي"، عندما تكون الصورة متغايرة-الزيجوت (بالإنجليزية: heterozygous)‏ لا تستجيب للعلاج الطبي، أو عندما يكون العلاج قد أدى إلى آثار جانبية خطيرة (مثل انحلال الربيدات).
يستغرق الإجراء 2-4 ساعات وعادة يتم تكراره مرتين كل أسبوع  للحفاظ على مستويات الكولسترول من التراكم والتسبب في أمراض القلب والأوعية الدموية.
هذا الإجراء مكلِّف جداً، مما يحد من استعماله فقط على الحالات الشديدة من فرط شحميات الدم.

## مبدأ العمل
تقوم فكرة فصادة البروتين الدهني منخفض الكثافة على فصل جسيمات البروتين الدهني منخفض الكثافة (LDL) خارج جسم المريض من خلال مبادئ متعددة للفصل الفيزيائي-الكيميائي، هي: الترشيح، الترسيب، أو الامتزاز. ثم يُعاد الدم مرة أخرى مباشرة إلى جسم المريض بعد فصل البروتين الدهني منخفض الكثافة (LDL).
يُوجَّه الدم الوريدي ليمر خلال عمود يحتوي على الآتي:
1. حبات مغلفة بأجسام مضادة لصميم البروتين الشحمي بي (البروتين الرئيسي لجزيئات البروتين الدهني منخفض الكثافة LDL).
2. أو بإدمصاص البلازما على حبات سليلوز كبريتات الديكستران.
3. أو حبات معدلة من أكريليت البوليمر (polyacrylate).
4. أو بترسيب البروتين الدهني منخفض الكثافة LDL بواسطة الهيبارين في وسط منخفض الأس الهيدروجيني (pH)، والترشيح بغشاء مزدوج.
5. أو بامتزاز مناعي (بالإنجليزية: immunoadsorption)‏ باستخدام أجسام مضادة مختصة «بالبروتين الشحمي (أ)» أو "Lipoprotein(a)" والمعروف بالاختصار: Lp(a).

في جميع الحالات (ماعدا الامتصاص بأكريليت البوليمر polyacrylate)، يتم فصل البلازما عن الخلايا بواسطة «فاصل خلوي» (cell separator).
يمكن لجميع العلاجات خفض نسبة الكوليسترول LDL في الدم بمعدل 60-75 ٪ في جلسة العلاج الواحدة.

## وصلات خارجية
- الجمعية الأمريكية للفصادة. American Society for Apheresis
- معلومات عن: فصادة البروتين الدهني منخفض الكثافة LDL من Cedars-Sinai Medical Centre.
- معلومات عن: فصادة البروتين الدهني منخفض الكثافة LDL من Liposorber.